# Скаржинцы (Ярмолинецкий район)
Скаржинцы (укр. Скаржинці) — село в Ярмолинецком районе Хмельницкой области Украины.
Население по переписи 2001 года составляло 925 человек. Почтовый индекс — 281612. Телефонный код — 3853. Занимает площадь 1,094 км². Код КОАТУУ — 6825886401.

## Физико-географическая характеристика
Село находится западнее на 1 км от автодороги Н-03 Житомир—Черновцы. Расстояние до ближайшей железнодорожной станции Скибнево — 7,5 км на запад. Расстояние до районного центра — 18 км на юг, до областного — 12 км на север.

## История
Впервые название села Скаржинцы упоминается в документальных источниках второй половины XVIII столетия. В конце XIX века в селе насчитывалось 138 дворов, которым принадлежало 320 десятин пахотной земли и имение помещика Маровского, которому принадлежало 300 десятин земли. Средняя площадь земли, принадлежащая одному двору, была стандартной для всей Российской империи состоянием на 1900, а именно — 2,6 десятин. Имение Маровского процветало. Он соорудил каскад прудов, в котором крестьяне разводили рыбу промышленным методом.
Поместье было построено в виде красивого архитектурного ансамбля. Он состоял из 2-этажного дворца и искусственного островка-клумбы, где росли фруктовые деревья, ореховая, сосновая, кизиловая и каштановая аллея и дерево-тюльпан (лириодендрон тюльпановый). Сейчас в поместье размещены сельсовет, ФАП, библиотека, отделение пошты и АТС.

### Название села
Название села «укр. Скаржинці» вперед упоминается в XVIII столетии. Происходит оно от украинского глагола укр. скаржитись, что переводится как «жаловаться», так как селяне постоянно писали жалобы на своего помещика.
Скаржинецкий сельский совет основан в 1947.

## Местный совет
32120, Хмельницкая обл., Ярмолинецкий р-н, с. Скаржинцы , тел. 2-56-46.

## Памятники архитектуры
В селе находится памятник архитектуры местного значения: усадьба Маровских 1-й половины XIX столетия.
В селе расположена Хмельницкая областная психиатрическая больница №1.